# صموئيل مارتن (صحفي)
صموئيل مارتن (بالإنجليزية: Samuel McDonald Martin)‏ هو صحفي نيوزلندي، ولد في 1810، وتوفي في 22 سبتمبر 1848.